# André Thiellement
André Thiellement (ur. 6 maja 1906, zm. 20 lutego 1976 w Paryżu) – francuski szachista.
Od połowy lat 50. do końca 60. należał do czołówki francuskich szachistów. Największe sukcesy w karierze osiągnął w latach 1962 i 1963, dwukrotnie zdobywając w Paryżu tytuł indywidualnego mistrza Francji. Pomiędzy 1954 a 1968 rokiem czterokrotnie reprezentował swój kraj na szachowych olimpiadach, rozgrywając 46 partii, w których uzyskał 23½ pkt.
Brał udział w wielu turniejach międzynarodowych, m.in. w Paryżu (1955, VII m., 1962/63, VI m. i 1963, VII m.) oraz w Bordeaux (1964, turniej otwarty, dz. X m.).